# 푸르켈라리아과
푸르켈라리아과(Furcellariaceae)는 진정홍조강 돌가사리목에 속하는 홍조식물과의 하나이다. 6속 16종으로 이루어져 있다.

## 하위 속
- 푸르켈라리아속 (Furcellaria)
- Halarachnion
- Neurocaulon
- Opuntiella
- Perplexiramosus
- Turnerella